# Serica elusa
Serica elusa är en skalbaggsart som beskrevs av Dawson 1919. Serica elusa ingår i släktet Serica och familjen Melolonthidae. Inga underarter finns listade i Catalogue of Life.